# Hyperolius phantasticus
Espèce
Synonymes
- Rappia phantastica Boulenger, 1899
- Hyperolius nigropalmatus Ahl, 1931
- Hyperolius chabanaudi Ahl, 1931
- Hyperolius boulengeri Laurent, 1943

Statut de conservation UICN

 LC  : Préoccupation mineure
Hyperolius phantasticus est une espèce d'amphibiens de la famille des Hyperoliidae.

## Répartition
Cette espèce se rencontre, :
- dans le sud du Cameroun ;
- dans l'extrême Sud-Ouest de la République centrafricaine ;
- au Gabon ;
- dans la République du Congo ;
- dans l'ouest de la République démocratique du Congo.

Sa présence est incertaine en Angola et en Guinée équatoriale.

## Publication originale
- Boulenger, 1899 : Descriptions of new Batrachians in the Collection of the British Museum {Natural History). Annals and Magazine of Natural History, sér. 7, vol. 3, p. 275-277 (texte intégral).